# فانتازيا (مسرحية)
فانتازيا مسرحية كويتية من تأليف بندر السعيد وإخراج علي بدر رضا.

## القصة
تدور الأحداث حول مملكة في كوكب آخر يحكمه ملك اسمه راهي، والذي يكتشف أحد أنواع الفساد من قبل بعض المسؤولين ويحاول علاجه.

## البطولة
- سعد الفرج بدور «راهي كامل الدسم»
- سمير القلاف بدور «امبيه بشتخته»
- أحمد إيراج بدور «ملسون بولسان مقصوص»
- شهد ياسين بدور «تنسيم خمسة أمواه»
- سلطان الفرج بدور «معسور المنفلت»
- عبدالله بهمن بدور «صلبوخ الدائري العاشر»
- إبراهيم الشيخلي
- احمد التمار
- سامي مهاوش
- سعاد الحسيني
- فيصل الزامل بدور «بليغ فصيح الدولي»
- محمد الفيلكاوي
- مريم حسن
- فهد العبد المحسن
- خالد بو صخر
- سارة القبندي